# یونیکلو
شرکت یونیکلو (به ژاپنی: 株式会社ユニクロ) طراح لباس و تولید کننده ژاپنی است. این شرکت فرعی کاملاً متعلق به شرکت فست ریتیلینگ است.
علاوه بر ژاپن، این شرکت در بیست کشور دیگر در سطح جهان فعال است.
یونیکلو در حال حاضر بیش از ۱۴۰۰ فروشگاه در ۲۰ کشور در سراسر جهان دارد، از جمله در آمریکا، کانادا، بریتانیا، فرانسه، آلمان، ژاپن، کره جنوبی، چین، روسیه، بلژیک، و استرالیا، اندونزی، مالزی، فیلیپین، هلند، هند.
فروش این شرکت در سال ۲۰۰۹ معادل ۱۲٫۲ میلیارد دلار بوده و برای حدود ۶۱ میلیارد دلار تا ۲۰۲۰ برنامه‌ریزی کرده است. 